# Opisthoxia fasciata
Opisthoxia fasciata là một loài bướm đêm trong họ Geometridae.